# بنجامين شو (محامي)
بنجامين شو (بالإنجليزية: Benjamin Chew)‏ هو محامي أمريكي، ولد في 19 نوفمبر 1722 في آن أروندل كاونتي في الولايات المتحدة، وتوفي في 20 يناير 1810 في Cliveden (Benjamin Chew House) ‏ في الولايات المتحدة.